# コラール
コラール（独: Choral、衆讃歌、衆賛歌）は、もともとルター派教会にて全会衆によって歌われるための賛美歌である。現代では、これらの賛美歌の典型的な形式や、類似した性格をもつ作品をも含めて呼ぶことが多い。

## 概要
コラールの旋律は多くの場合単純で、歌うのが容易である。これはもともと、専門の合唱団ではなく、教会に集まった会衆の人々が歌うものとして考えられていたからである。一般に韻を踏んだ詞を持ち、有節形式（同じ旋律に歌詞の違う節をあてて繰り返す形式）で書かれている。歌詞の各連のなかでは、ほとんどのコラールがドイツのバール形式としても知られる、A-A-Bの旋律パターンをとっている。

## 形式
コラールの形式として最も多く、一般的なのはコラール旋律に対して複数の声部が同じリズムで和声付けを行うものであり、特に『四声コラール』がその主流を占める。そこから各声部が異なるリズムを持つ形式や、コラール旋律に関係無い全く独自の（主に器楽）声部が加わるものが生まれた。
コラールはそもそも歌われるためのものであるが、器楽による演奏も多く行われ、教会で会衆がコラールを歌うための導入として作曲された短いコラール前奏曲という形式も生まれている。そして上記の流れの中でコラールそのものに対して、その細かい音型を活かした、もしくは全く新しい動きをする器楽声部が加わるようになると、元のコラールより遙かに長く、大規模な形式で演奏されるようになった。さらにコラールに対して和声付けを行っていた歌われる声部もコラール旋律に対して自由に動くようになり、複雑な形式へ発展した （この形式の正確な呼び方は決められていないが、音楽学者の磯山雅は『コラール合唱』と書いている。)。こうして一つのコラールをその節によって様々な形式で演奏する『コラール・カンタータ』がヨハン・ゼバスティアン・バッハ、フェリックス・メンデルスゾーン、マックス・レーガーらによって作曲されている。
さらにこの大規模な形式は鍵盤楽器、主にオルガンに採り入れられ、元のコラール旋律さえも多くの装飾が加えられて変形される『ファンタジア(ファンタジー)』の他、『トッカータ』、『パルティータ』などでコラール編曲が生まれた。

## 歴史

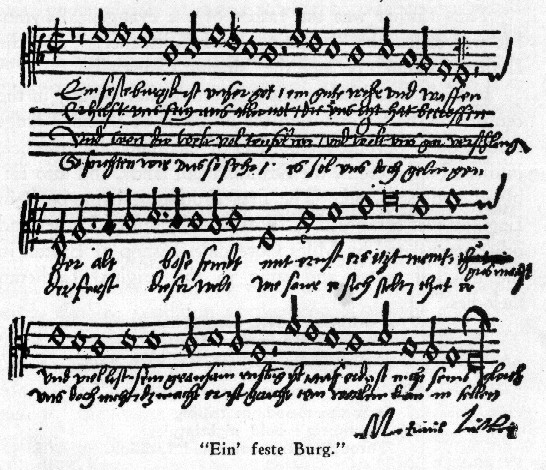
"Ein feste Burg ist unser Gott"のルター自筆譜

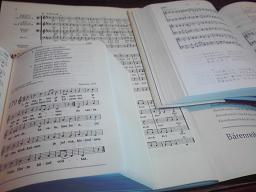
各国で歌われている"Ein feste Burg ist unser Gott"
・左下：エストニア "Virsikirja" #170
・右上：日本 賛美歌 #267『神はわがやぐら』
・中央：バッハ カンタータ#80 終曲

マルティン・ルターは、教会でラテン語ではなくドイツ語を用いるべきであると主張した。そのためには、教会音楽にも新たにドイツ語による賛美歌(コラール)が、早急に、また大量に必要であった。ルターは自らも神はわがやぐら（独：Ein' feste Burg ist unser Gott）を代表とするいくつかのコラールを作曲している。またカトリック教会で用いられていたグレゴリオ聖歌にドイツ語の新しい歌詞をあてた転用も行った。その代表的な例は、カトリック教会で復活祭に用いられるセクエンツィアの一つヴィクティマエ・パスカリ・ラウデスを転用したキリストは死の縄目につながれたり（Christ lag in Todesbanden、ヨハン・ゼバスティアン・バッハのカンタータBWV4に用いられる）である。他に新しく書かれたコラールもあり、ヨハン・クリューガーらは1600曲以上の旋律を作曲した。
初期のコラールはモノフォニー（旋律のみ）で書かれていたが、はやくも1524年にはヨハン・ワルターによって4声もしくは5声に編曲されたコラール集が出版されている。教会の会衆はモノフォニーで旋律のみを歌い、聖歌隊はテノール声部にコラール旋律を置いて、他声部が対位旋律を歌うことが普通だった。コラール旋律がソプラノ声部に移ったのは16世紀末頃とされる。また、初期のコラールが複雑なリズムを持っていたのに対して、17世紀初頭の楽譜では、各音符が同じ長さに揃った形への変化が見られる。
今日では、多くのルター派のコラールがプロテスタントの教会で用いられる4声の賛美歌として親しまれている。その和声づけは、しばしばバッハのカンタータの最後に歌われるコラールからとられている。バッハの作品のうち、バッハが新しくコラールの旋律を作曲することは少なく、教会の会衆がすでになじんでいるコラールを用いてカンタータを作曲した。ヨハン・ゼバスティアン・バッハの4声コラール集（BWV.253-438）が1765年から1787年にかけて発行された。

## コラールの影響
- コラールの旋律は、賛美歌としてコラールが歌われる直前に、オルガン等によって演奏されるためのコラール前奏曲にも用いられている。コラール前奏曲にはコラールの旋律が登場し、そこに対旋律が加えられていく。
- コラールは、ドイツバロック音楽を中心にさまざまな音楽の形式にて用いられた。アントン・ブルックナーは、音楽の神学的要素に傾倒し、またバッハのコラール前奏曲に影響を受けて、交響曲、ミサ曲、モテットにコラールを多用している。
- ドイツ語圏以外でも、歴史的にルター派の影響を受けた地域[* 1]には、コラールの歌詞の翻訳版や旋律が歌い継がれていることがある。また、日本基督教団の『賛美歌』『賛美歌第二編』には、コラールに由来する曲が多数収録されている[2]。

## コラールの有名曲
Aus tiefer Not schrei ich zu Dir
- 『主よ深きふちの底より』。讃美歌#258『貴きみかみよ』。讃美歌21#160『深き悩みより』。聖書のドイツ語訳に取り組んでいたルターが、詩編#130に基づいて作詞。

Christ lag in Todesbanden
- 『キリストは死の縄目につながれたり』。讃美歌#97『主死にたまえり』。讃美歌第二編#100『主は死につながれ』。讃美歌21#317。過越祭のグレゴリオ聖歌（讃美歌第二編#91『われらのすぎこし』）に由来する民謡（賛美歌#156-1）をもとに[3]ルターが作詞した、復活節用コラール。

Ein feste Burg ist unser Gott
- 讃美歌#267『神はわがやぐら』。宗教改革を象徴するルター作のコラール。ハイネは、「宗教改革の『ラ・マルセイエーズ』」と評した[4]。

Herr Gott, dich loben alle wir
- カルヴァン派によるジュネーブ詩篇歌に由来し、ドイツでは標記コラールに、英米のプロテスタント諸派では、"Old Hundreds"として広く普及した。
- 各国への拡がりを反映して、日本でも多くの形態で歌われている。讃美歌#4『よろずの国びと』、#5『こよなくかしこし』、#539『あめつちこぞりて』。讃美歌21#24『たたえよ主の民』、#148『全地よ主に向かい』。

Jesus bleibet meine Freude
- 『主よ、人の望みの喜びよ』。讃美歌第二編#228『こころに主イエスを』。
- バッハのカンタータ#147での編曲により有名。

Nun ruhen alle Wälder
- 讃美歌#41『草木も人も』。原曲は、ハインリヒ・イザークの『インスブルックよさらば』。

O Haupt voll Blut und Wunden
- 讃美歌#136『血しおしたたる』。ハンス・ハースラーの恋愛歌から「死と永遠」を想うコラール"Herzlich tut mich verlangen"に転用され、更にパウル・ゲルハルトによって受難コラールに転用された。
- バッハが『マタイ受難曲』において、この旋律をキリスト受難の象徴として繰り返し用いたことで知られるが、バッハの作品中ではこの旋律が"Herzlich tut mich verlangen"として引用されることも多い。

Vom Himmel hoch da komm' ich her
- 『高き御空よりわれは来れり』。讃美歌#101『いずこの家にも』。讃美歌21#246『天のかなたから』。ルター作のクリスマスコラール。

Wie schön leuchet der Morgenstern
- 『暁の星のいと美しきかな』。讃美歌#346『たえにうるわしやヤコブより出でし』。

## 指導
コラール書式は音楽学校の履修課程では、対位法の講座で副次的に触れられることが多い。パリ音楽院の対位法科は、自由コラールが成績の最終評価になっていた。専門的にコラール書法を教える学校は少なくなったと見られてきたが、2014年度の東京藝術大学の作曲科入試から正式に導入された。日本で唯一コラール書式を音大入試に使う。